# Hiba Daniel
Hiba Daniel, född 23 september 1970 i Libanon, är en  svensk journalist med palestinskt ursprung. Daniel arbetar som nyhetsankare och journalist på SVT Nyheter. Hon har tidigare arbetat på Sveriges Radio och på SVT som programledare för Gomorron Sverige. 
År 2004 blev hon programledare för Ring P1 och hade tidigare bland annat lett en mångkulturell musikkväll i Sveriges Radio P1 i november 2003 och SR Sverige. Dessutom har hon arbetat på SR Internationals arabiska redaktion.
Hiba Daniel flyttade till Sverige vid 25 års ålder. Hon är uppväxt i Kuwait och på Cypern. Daniel har en universitetsutbildning i ekonomi, kommunikation och psykologi. Hon är gift.
År 2005 var hon producent för Sissela Kyles framträdande i Sommar.